# Джентльмены удачи
«Джентльме́ны уда́чи» — советская кинокомедия, снятая в 1971 году режиссёром Александром Серым на киностудии «Мосфильм». Авторы сценария — Георгий Данелия и Виктория Токарева.
В 1972 году фильм стал лидером советского кинопроката (его посмотрели 65,2 миллиона зрителей). Является одним из самых популярных советских кинофильмов, многие фразы из которого стали крылатыми.

## Сюжет
В Средней Азии трое преступников похищают золотой шлем Александра Македонского с места раскопок археологической экспедиции. В Москве руководитель этой экспедиции, профессор Николай Георгиевич Мальцев, в автобусе сталкивается с человеком, как две капли воды похожим на главаря преступников — Александра Александровича Белого по кличке Доцент. Им оказывается Евгений Иванович Трошкин — заведующий детским садом № 83, ветеран Великой Отечественной войны, орденоносец, добрейшей души человек, любящий детей и свою работу.
Недоразумение разъясняется, но вскоре о Трошкине вспоминают опять: всех троих воров уже поймала милиция, однако шлема у арестованных преступников не было. Сотрудники милиции уговаривают заведующего детсадом воспользоваться своим сходством с Доцентом, чтобы найти похищенный шлем, и Трошкин направляется в среднеазиатскую колонию, где отбывают наказание соучастники Доцента (сам главарь сидит в Подмосковье) — Фёдор Петрович Ермаков (Косой) и Гаврила Петрович Шереметьев (Хмырь).
Согласно легенде, предполагаемый Доцент сильно ударился головой и частично потерял память, забыв, где спрятан шлем. Выясняется, что Косой и Хмырь мало что знают о связях и планах Доцента. Не будучи москвичами, они не могут назвать место, где побывал Доцент и где они в последний раз видели шлем. Сотрудники милиции решают устроить «побег» для троицы; далее Трошкин должен будет привезти их в Москву, чтобы продолжить поиски шлема на месте.
Бежать трое должны в пустой автоцистерне, в которой перевозят цементный раствор, но по ошибке они залезают не в ту машину, и её как раз-таки наполняют цементным раствором, в котором и приходится искупаться беглецам. Они оказываются без одежды и денег в чужом городе; кроме того, к ним случайно присоединяется ещё один заключённый — Василий Алибабаевич Алибаба — мелкий жулик из Средней Азии. Его приходится взять с собой.
Добравшись до Москвы поездом, четвёрка сначала поселяется в старом доме, приготовленном к сносу, в котором Василий Алибабаевич случайно устраивает пожар, разжигая керогаз, после чего Трошкин, договорившись с профессором Мальцевым, переезжает вместе с «сообщниками» к нему на дачу.
Постепенно Трошкин обрисовывает круг общения настоящего Доцента. Один из его бывших сообщников заявляет «Доценту», что «завязал», и спускает Трошкина с лестницы. Другой сообщник, гардеробщик Прохоров, предлагает встретиться в сквере у Большого театра. Гардеробщик посылает к Трошкину сообщника Митяя, которого знает Доцент, но не узнаёт Трошкина. Митяй с гардеробщиком убеждаются, что пришедший на встречу — не Доцент. Прохоров увольняется с работы и прячется в квартире у Митяя.
От сотрудников милиции Трошкин узнаёт, что настоящий Доцент сбежал из колонии и вскоре наверняка выйдет на своих соучастников, поэтому операция должна быть немедленно свёрнута, но просит разрешения остаться со своими подопечными, чтобы встретить Новый год: находясь продолжительное время в такой компании, он взял на себя миссию пробудить в ворах-рецидивистах совесть и заставить их переосмыслить прожитую жизнь, хотя делать это ему приходилось, не выходя из образа бандита. На даче под бой курантов Трошкин произносит новогоднюю речь, совершенно нетипичную для бандита, однако подопечных она нисколько не удивляет: они считают эти красивые слова прикрытием очередного преступления и вспоминают прошлые зверства Доцента.
Тем временем настоящий Доцент приходит к Митяю, где застаёт Прохорова. Гардеробщик встречает гостя фразой «Сам пришёл!» и переглядывается с Митяем; оба решили, что перед ними не Доцент, а тот, кто приходил в сквер у Большого театра. Доцент просит его спрятать. Под этим предлогом Митяй и Прохоров заманивают его на крышу строящейся многоэтажки, где Митяй пытается заколоть Доцента, однако тот убивает Митяя, столкнув его с крыши. Гардеробщик достаёт пистолет; на этом сцена обрывается. Поскольку пистолет в дальнейшем оказывается в руках Доцента, можно сделать вывод, что он вышел победителем в схватке.
На даче Трошкин вручает Шереметьеву письмо от родных, посланное ими в колонию и полученное во время встречи с сотрудниками милиции. Прочитав письмо и не выдержав мук совести, Гаврила Петрович совершает неудачную попытку самоубийства. После отъезда скорой возникают опасения, что о месте нахождения преступников станет известно милиции, но Трошкин заявляет, что он якобы убил врача, после чего преступники решаются добровольно сдаться в руки правосудия и обезвредить Трошкина.
Трошкин решает раскрыться перед подопечными и пытается снять с головы слишком хорошо приклеившийся парик, но не успевает этого сделать, потому что его связывают и затыкают рот. Косой припоминает «Доценту», как тот перед арестом заставлял его зачем-то нырять в прорубь на озере. Хмырь тут же догадывается, что похищенный шлем спрятан именно там, и троица отправляется на место. На льду озера их находит настоящий Доцент, который приказывает Косому достать шлем, угрожая ножом. На дачу приезжает дочь профессора Мальцева. Трошкин спешит на её «Жигулях» к лодочной станции и встречается лицом к лицу со своим двойником. После короткой схватки Косой, Хмырь и Василий Алибабаевич оглушают веслом сначала Доцента, а потом и Трошкина, и решают сдать их обоих милиции, полагая, что им за это уменьшат срок наказания.
Милиция забирает обоих Доцентов. Профессор Мальцев победно поднимает над головой найденный шлем. Милицейские машины уезжают. Предполагаемые соучастники не понимают, почему милиция не арестовала и их. В это время одна из машин останавливается, и из неё выходит Трошкин — на этот раз уже без парика и грима. Шокированная троица убегает вдаль по дороге, а Трошкин бежит за ними.

## В ролях

### В главных ролях
| Актёр            | Роль                                                 |
| ---------------- | ---------------------------------------------------- |
| Евгений Леонов   | Евгений Иванович Трошкин заведующий детским садом    |
| Евгений Леонов   | Доцент (Сан Саныч Белый) вор-рецидивист              |
| Георгий Вицин    | Хмырь (Гаврила Петрович Шереметьев) сообщник Доцента |
| Савелий Крамаров | Косой (Фёдор Петрович Ермаков) сообщник Доцента      |
| Раднэр Муратов   | Василий Алибабаевич Алибаба мелкий жулик             |

### Роли второго плана
| Актёр              | Роль                                                                            |
| ------------------ | ------------------------------------------------------------------------------- |
| Владимир Уан-Зо-Ли | начальник среднеазиатской колонии                                               |
| Эраст Гарин        | Николай Георгиевич Мальцев профессор-археолог                                   |
| Наталья Фатеева    | Людмила Николаевна Мальцева дочь профессора                                     |
| Олег Видов         | Владимир Николаевич Славин старший лейтенант милиции                            |
| Николай Олялин     | Н. Г. Верченко полковник милиции                                                |
| Любовь Соколова    | заведующая детским садом в городе Новокасинске (вымышленное название)           |
| Павел Шпрингфельд  | Прохоров гардеробщик в концертном зале (частичное озвучивание: Виктор Файнлейб) |
| Анатолий Папанов   | «шахматист» в гостинице                                                         |

### В эпизодах
| Актёр               | Роль                                                                          |
| ------------------- | ----------------------------------------------------------------------------- |
| Алексей Ванин       | бывший уголовник спустивший Трошкина с лестницы (озвучивание: Олег Мокшанцев) |
| Зоя Василькова      | Маша дворничиха                                                               |
| Наталья Воробьёва   | Лена (Елена Николаевна) воспитательница в детском саду                        |
| Вячеслав Гостинский | благообразный зритель пришедший в мужской туалет                              |
| Александр Лебедев   | милиционер пришедший в детский сад с Мальцевым                                |
| Лариса Любомудрова  | администратор гостиницы в Новокасинске (озвучивание: Наталья Гурзо)           |
| Екатерина Мазурова  | мать Трошкина                                                                 |
| Галина Микеладзе    | певица (вокал — Лариса Мондрус)                                               |
| Роман Филиппов      | Никола Питерский криминальный «авторитет»                                     |
| Анатолий Яббаров    | Митяй сообщник Прохорова                                                      |
| Владимир Протасенко | Мишка друг детства Косого                                                     |

### Нет в титрах
| Актёр              | Роль                                                                 |
| ------------------ | -------------------------------------------------------------------- |
| Искандар Абдуллаев | молодой шофёр у арматурного склада                                   |
| Игорь Дрыга        | Игорёк воспитанник Трошкина в детском саду                           |
| Георгий Данелия    | мужчина проходящий мимо разговаривающих Косого и Мишки               |
| Виктория Токарева  | женщина в кепке проходящая мимо разговаривающих Косого и Мишки       |
| Ольга Серая        | девочка (у которой Доцент спрашивает: «где здесь лодочная станция?») |
| Светлана Старикова | Таня прохожая, говорящая Косому: «Ну и дура!»                        |
| Владимир Приходько | водитель                                                             |
| Наталия Санько     | жена Мишки друга детства Косого                                      |

### Исполнение песен
- Лариса Мондрус — исполнение песни «Проснись и пой» (из одноимённого спектакля), слова Владимира Лугового, музыка Геннадия Гладкова.
- Детский хор Института художественного воспитания АПН СССР, художественный руководитель профессор Владислав Геннадьевич Соколов (за кадром) — исполнение песни «Белые снежинки кружатся с утра» (слова Игоря Шаферана, музыка Геннадия Гладкова), музыка из которой стала основным саундтреком фильма.

## Съёмочная группа
- Авторы сценария: Георгий Данелия, Виктория Токарева
- Режиссёр-постановщик: Александр Серый[3]
- Главный оператор: Георгий Куприянов
- Главный художник: Борис Немечек
- Художник по костюмам: Валентин Перелётов
- Композитор: Геннадий Гладков
- Звукооператор: Василий Костельцев
- Дирижёр: Вадим Людвиковский
- Второй режиссёр: Константин Старостин
- Оператор: Виктор Пищальников
- Монтаж: М. Ренковой
- Грим: Г. Пригожиной
- Костюмы: Валентин Перелётов
- Художник-декоратор: Элеонора Немечек
- Ассистенты:
  - режиссёра: М. Набокова
  - оператора: Михаил Агранович, А. Коротков
- Комбинированные съёмки:
  - оператор: Виктор Жанов
  - художник: Сергей Мухин
- Редактор: Ирина Сергиевская
- Консультанты:
  - комиссар милиции 3-го ранга А. Волков
  - полковник И. Голобородько
- Директор картины: Александра Демидова

## История создания
Немалых усилий потребовал подбор актёров. Так, на роль Хмыря пробовались Лев Дуров, Рудольф Рудин и Виктор Сергачёв. Особенно долго искали исполнителя на роль Василия Алибабаевича Алибабы. Пробовались и Фрунзик Мкртчян, и Владимир Этуш, и Илья Рутберг. Баадур Цуладзе от этой роли отказался: не смог прилететь в Москву из-за болезни матери. После многих неудачных проб наконец обратили внимание на Раднэра Муратова, который сначала должен был играть начальника тюрьмы. Но в результате роль начальника тюрьмы сократили, а Раднэр Муратов получил главную роль в своей жизни.
Съёмки фильма начались в декабре 1970 года. Режиссёр Александр Серый сам побывал в местах заключения и уголовный жаргон знал не понаслышке. Один из сценаристов фильма, Георгий Данелия, решил помочь недавно освободившемуся коллеге в творчестве. Совместно с Викторией Токаревой написал сценарий и получил добро на съёмки в Госкино. Также он принял активное участие в подборе актёров и съёмках фильма.
Свою роль в создании фильма Георгий Данелия охарактеризовал как «художественный руководитель», хотя режиссёром оставался Александр Серый. Но иногда Данелии приходилось переснимать некоторые эпизоды из-за того, что материал, снятый Серым, не соответствовал его видению. Премьера фильма прошла в московском кинотеатре «Россия» 13 декабря 1971 года.
В общем сотрудники милиции отнеслись к сценарию будущего фильма благосклонно, а министр внутренних дел Николай Щёлоков хохотал при просмотре до слёз. Однако из-за обилия тюремного жаргона ленту «тормозили» до тех пор, пока её не посмотрел Леонид Брежнев. Он дал добро, заметив, что сегодня все блатные термины из этого кино знает любой мальчишка. Картина имела феноменальный успех в прокате и стала очень популярной. Многие цитаты из фильма стали крылатыми фразами.
Александр Серый планировал вставить в фильм две песни — «Про слона» в исполнении Георгия Вицина (в эпизоде, когда Хмырь играет на рояле) и «Про Ялту» в исполнении героя Савелия Крамарова. Композитор Геннадий Гладков написал для Вицина нечто вроде «Собачьего вальса», но художественный руководитель Георгий Данелия, монтировавший картину, был категорически против включения этих песен в фильм. В результате о том, что в фильме должен был присутствовать музыкальный номер, напоминает единственный кадр в эпизоде, когда милиция арестовывает Хмыря, Косого и Доцента: там виднеется часть гитары.

## Съёмки
Съёмки фильма проходили в Москве и под Самаркандом.
Сцена в тюрьме (встреча лже-Доцента с Хмырём и Косым) снималась в Каттакурганском СИЗО Самаркандской области. Съёмки фрагмента побега на железнодорожном переезде проходили в садвинсовхозе «Пастдаргом», сейчас садвинсовхоз имени Н. А. Казимова Самаркандской области Узбекистана. «Роль» дачи профессора археологии «исполнила» расположенная в Серебряном Бору дача одного из членов съёмочной группы — вероятно, оператора Георгия Куприянова, который впоследствии снял эту же дачу в качестве обиталища иностранного резидента Макса Бейна в фильме «Смерть на взлёте» 1982 г. Детский сад, театр и заброшенный дом также снимались в Москве. Сцены на водоёме, где Доцентом был спрятан похищенный шлем, снимали на реке Македонке (приток Пехорки) в Раменском районе (с 4 мая 2019 г. —  Раменский городской округ) Московской области.

## Факты
- К 35-летию фильма в апреле 2006 года[10] на базарной площади казахстанского города Тараза (бывший Джамбул) был установлен памятник героям «Джентльменов удачи» — Доценту, Косому и Василию Алибабаевичу. Предполагалось, что позднее к ним присоединится и Хмырь[11]. После закрытия рынка монумент оказался заброшен и был перенесён на новое место — перед входом в один из городских ресторанов[12].

- В Ереване, у одноимённого кафе («Джентльмены удачи»), установлена композиция, увековечивающая всех четверых героев фильма.
- Памятник актёру Е. Леонову в образе Доцента-Трошкина установлен в Москве, однако он содержит ошибку: на памятнике Доцент плешивый, а в фильме у него были волосы; плешивым же был воспитатель Трошкин, и по сценарию он, выдавая себя за Доцента, носил парик. 17 октября 2015 года памятник был украден и распилен на металлолом, виновных задержали[13]. Памятник был восстановлен и 10 сентября 2016 года установлен на прежнем месте.
- Бывший уголовник в исполнении В. А. Ванина проживает в центре Москвы, что не соответствует советским реалиям 1970-х годов[источник не указан 132 дня].
- Строящийся дом, на крышу которого Прохоров и Митяй ведут Доцента — один из корпусов будущей гостиницы «Золотое кольцо» (на момент открытия носила название «Белград»). На заднем плане видна высотка МИД, расположенная напротив.
- В одной из сцен фигурирует новинка советского автопрома — ВАЗ-2101 модного тёмно-вишнёвого цвета. Во время съёмок фильма эти автомобили только появились в продаже.

## Издание на видео
В 2001 году фильм отреставрирован и перевыпущен на VHS и DVD. На диске он выпущен в системе звука Dolby Digital 5.1 и Dolby Digital 1.0 и с русскими субтитрами; дополнительно: «Фильмографии» и «Коллекция комедии».

## Ремейк
В 2012 году вышел ремейк фильма под названием «Джентльмены, удачи!». Действие было перенесено в 2012 год. Фильм получил отрицательные отзывы критиков.

## Документалистика
- Документальный фильм. Автор и ведущий — Александр Казакевич. Режиссёр — Константин Голенчик. ООО «Студия „Неофит“» по заказу ВГТРК. 2019 г (26 июня 2020). Джентльмены удачи. Я злой и страшный серый волк. Кино о кино.  40 мин. Россия-Культура.